# Waiting for a Girl Like You
Waiting for a Girl like You è una ballad pubblicata dai Foreigner nel 1981. Si contraddistingue per il sottofondo di sintetizzatori eseguiti da un allora poco conosciuto Thomas Dolby.
Scritta da Mick Jones e Lou Gramm, è stato il secondo singolo estratto dall'album 4. È diventata una delle canzoni più famose della band, raggiungendo la seconda posizione della Billboard Hot 100 e il primo posto della Mainstream Rock Songs. Ha inoltre raggiunto la quinta posizione nella Hot Adult Contemporary Tracks. Nel Regno Unito, la canzone si è posizionata all'ottavo posto in classifica, diventando la prima hit dei Foreigner capace di entrare nella top 10 della Official Singles Chart.
È stata classificata alla posizione numero 90 nella lista delle "100 canzoni di maggior successo nella Hot 100" stilata da Billboard. Appare inoltre alla posizione numero 57 nella lista delle "100 più grandi canzoni d'amore" stilata da VH1.

## Storia
Waiting for a Girl Like You ebbe un andamento particolare nella Billboard Hot 100, stabilendo il record di 10 settimane alla numero due della Billboard Hot 100 (superato da Exhale di Whitney Houston nel 1995), senza tuttavia mai raggiungere la cima della classifica. Apparso per la prima volta nella Hot 100 il 10 ottobre 1981, il singolo raggiunse la seconda posizione la settimana del 28 novembre, venendo tenuto lontano dal primo posto per nove settimane consecutive da Physical di Olivia Newton-John, e successivamente da I Can't Go for That (No Can Do) di Hall & Oates per una decima settimana il 30 gennaio 1982.
Prima della pubblicazione di questa canzone come singolo, i Foreigner erano considerati principalmente un gruppo hard rock, per cui venivano passati quasi solo nelle radio rock. Anche a causa del suo stile musicale più "morbido" e orecchiabile, diverse stazioni di adult contemporary cominciarono a passare questa canzone, rendendo famosa la band anche verso una fetta di pubblico diversa da quella loro abituale. Waiting for a Girl Like You è stata quindi fondamentale nell'esporre i gruppi rock ad un pubblico più ampio.

## Tracce
7" Single Atlantic K 11696
1. Waiting for a Girl Like You – 4:53
2. Feels Like the First Time – 3:49
3. Cold as Ice – 3:19

7" Single  Atlantic 3868
1. Waiting for a Girl Like You – 4:53
2. I'm Gonna Win – 4:53

7" Single Atlantic ATL 11 696
1. Waiting for a Girl Like You – 4:53
2. Feels Like the First Time – 3:49

7" Single Atlantic A 7493
1. Waiting for a Girl Like You – 4:53
2. Cold as Ice – 3:19

## Classifiche
| Classifica (1981/82)             | Posizione massima |
| -------------------------------- | ----------------- |
| Australia                        | 3                 |
| Austria                          | 16                |
| Belgio (Fiandre)                 | 18                |
| Canada                           | 2                 |
| Francia                          | 24                |
| Germania                         | 29                |
| Irlanda                          | 9                 |
| Nuova Zelanda                    | 10                |
| Paesi Bassi                      | 13                |
| Regno Unito                      | 8                 |
| Stati Uniti                      | 2                 |
| Stati Uniti (mainstream rock)    | 1                 |
| Stati Uniti (adult contemporary) | 5                 |
| Sudafrica                        | 14                |

## Nella cultura di massa
- Nella versione originale del film Footloose, i protagonisti Ren e Ariel danzano lentamente sulle note di questa canzone in un bar.
- Il brano appare nella colonna sonora del videogioco Grand Theft Auto: Vice City del 2002, dove viene trasmessa dalla fittizia stazione radio Emotion 98.3.
- È stata reinterpretata da Mark Salling (che interpreta Noah "Puck" Puckerman) nel quarto episodio della terza stagione della serie televisiva Glee.
- È stata inoltre reinterpretata durante la seconda edizione di The Glee Project, talent show derivato da Glee.
- Rick Springfield ha registrato una nuova versione della canzone per il suo album di cover del 2005, The Day after Yesterday.
- Cliff Richard ha reinterpretato la canzone per il suo album del 2007, Love... The Album.
- Sempre nel 2007, Paul Anka ha registrato un'altra cover della canzone per il suo doppio album Classic Songs, My Way.
- La canzone appare inoltre nella colonna sonora del film Rock of Ages del 2012, in cui viene cantata da Diego Boneta e Julianne Hough.